# Listrognathus flavicornis
Listrognathus flavicornis är en stekelart som beskrevs av Kamath 1968. Listrognathus flavicornis ingår i släktet Listrognathus och familjen brokparasitsteklar. Inga underarter finns listade i Catalogue of Life.